# 忠誠
忠诚（英語：allegiance）是一国的人民、臣民或公民对其国家或统治者所负有的或自我承诺所有的效忠义务。

## 用法
传统上，英语界的法律评论家以两种不同的语境方式来使用“忠诚”（allegiance）一词。在第一种语境下，该词指的是任何人，甚至是外国人，对所居住的国家都应该表示的一种尊崇；而第二种则是指一个人的民族性格以及受到这种性格的影响而导致的服从和忠诚。

## 类型
- 属地忠诚（Local allegiance）[3]：一个外国人对其所临时居住的国家政府的忠诚。
- 天然忠诚（Natural allegiance）[4]：一名土生土长的臣民或公民对其国家的忠诚。

## 市场营销
企业努力成为忠诚度目标，以留住客户。品牌忠诚度 是指消费者对某一特定品牌的偏好以及重复购买该品牌的承诺。 所谓的忠诚度计划向忠诚客户提供奖励，以换取跟踪消费者偏好和购买习惯的能力。
一个类似的概念是粉丝忠诚，即对运动队、虚构人物或虚构电视剧的投入和持续兴趣。忠诚的体育迷即使在连续亏损的赛季中也会继续成为球迷。

## 拓展阅读
- Salmond on "Citizenship and Allegiance," in the Law Quarterly Review (July 1901, January 1902).